# Sindacato Padano
Il Sindacato Padano, abbreviato in Sin.Pa. o Sinpa, è un sindacato territoriale fondato in Italia il 31 maggio 1990. La sua rappresentatività presso i lavoratori nonché la sua reale esistenza sono sempre stati oggetto di discussioni. Dall'11 novembre 1999 ne è segretario generale l'ex senatrice Rosi Mauro, precedentemente sindacalista UIL che ha sostituito Antonio Magri.

## Storia
Nel 1990, Antonio Magri con alcuni militanti della Lega e Rosi Mauro, uscita dalla UIL, fondarono il Sindacato Autonomista Lombardo (SAL) che introduce le tematiche autonomiste proprie della Lega Nord nel proprio statuto costituendo una novità nel mondo sindacale.
Successivamente, nel 1993, essendo stati sviluppati altre associazioni simili in alcune altre regioni del Nord, il SAL diviene una confederazione cambiando il suo nome prima in Confederazione dei sindacati autonomisti del Nord e poi nel 1996 nel definitivo Sindacato Padano.
Nel biennio 1996-97, la Lega Nord rilanciò la sfida al sindacato confederale attraverso la creazione di un sindacato territoriale. Il punto culminante di questa operazione avvenne nel settembre 1997, quando furono allestiti dei gazebo per bruciare pubblicamente le tessere dei sindacati CGIL, CISL e UIL. Come risposta a questa iniziativa, il 20 settembre 1997 a Milano, le principali sigle sindacali organizzarono una contromanifestazione.
In generale durante gli anni Novanta, la CGIL quindi si trovò ad affrontare il problema della crescente adesione alla Lega Nord da parte di alcuni suoi iscritti in determinate aree e di conseguenza si impegnò attivamente nella lotta contro le tendenze separatiste e le posizioni discriminatorie associate a quel partito. Nel perseguire questo obiettivo, la CGIL cercò di neutralizzare il tentativo di creare col SINPA (Sindacato Padano Autonomo) un robusto sindacato territoriale legato alla Lega, impegnandosi contro l'emergere di dinamiche di frammentazione etnica e regionale nei rapporti lavorativi e nelle vertenze sindacali.
Dal Congresso del 2012 il Sin.Pa. ha sancito il completo distacco dalla Lega Nord.

## Programma
Quando il Sindacato Padano nacque nel 1990 il suo programma prevedeva i seguenti punti:
1. Gabbie salariali
2. Contrattazione regionale o per aree omogenee
3. Sistema pensionistico regionale adeguato al costo della vita
4. Riforma del sistema sanitario su base regionale
5. Case popolari ai residenti
6. Precedenza nelle assunzioni nel pubblico ai residenti
7. Riforma del costo del lavoro con l'abbattimento della pressione fiscale
8. Partecipazione ai progetti d'impresa sotto forma di azionariato
9. Riforma dello Statuto dei lavoratori per una vera democrazia all'interno dell'azienda
10. Nuove relazioni industriali attraverso un rapporto contrattuale e non conflittuale

## Segretari
| Segretario    | Mandato | Mandato   |
| Segretario    | Inizio  | Fine      |
| ------------- | ------- | --------- |
| Antonio Magri | 1990    | 1999      |
| Rosy Mauro    | 1999    | in carica |

## I dubbi sulla rappresentatività
La storia del Sin.Pa. è contrassegnata dalla lotta tra l'organizzazione sindacale e i suoi detrattori in merito alla sua rappresentatività. Il 18 gennaio 2012 durante un incontro pubblico a Varese fra Umberto Bossi e Roberto Maroni quest'ultimo dal palco ha dichiarato: "...il Sinpa dov'è? Creiamo un sindacato vero..." rilanciando dall'interno della Lega i dubbi riguardo all'effettiva esistenza e rappresentatività di tale movimento sindacale. Nel 2005 un rappresentante del Sinpa fu nominato delegato al CNEL ma la nomina fu annullata su un ricorso al TAR del Lazio presentato dalla CGIL, ricorso fondato proprio sui dubbi di rappresentatività. La sentenza del TAR si basò essenzialmente sul fatto che il Sin.Pa. non era diffuso su tutto il territorio nazionale. Ciò nonostante il Sinpa abbia partecipato negli anni a numerose riunioni ministeriali nazionali ed abbia anche firmato rilevanti accordi nazionali. Non si sono mai ottenuti i dati sulla consistenza degli iscritti. In un'interrogazione parlamentare del 2005 la Lega rispose vantando oltre 350.000 iscritti in 30 provincie del nord Italia ma tali numeri non sono mai stati verificati, come del resto per nessuna organizzazione sindacale. Numeri considerati comunque marginali visto che una delle confederazioni sindacali considerate più piccole, l'UGL, dichiarava all'epoca 2 milioni d'iscritti.

## Rapporti con gli altri sindacati
I rapporti con le altre confederazioni sono nulli, sia per la scarsa presenza del Sinpa, sia perché i maggiori sindacati confederali si vantano di difendere tutti i lavoratori senza distinzioni di razza o nazionalità e non considerano il Sinpa un sindacato ritenendolo un movimento che discrimina i lavoratori.

## Inchieste della magistratura
Il Sin.Pa viene citato all'interno di alcune intercettazioni telefoniche nell'ambito dell'inchiesta sul tesoriere della Lega Nord Francesco Belsito (marzo 2012). In base ad esse, il sindacato era stato sospettato di aver beneficiato di una somma compresa tra 200.000 e 300.000 euro, prelevata illegalmente dai rimborsi elettorali al partito. La segretaria del sindacato, Rosy Mauro, si è definita estranea al caso Belsito ma è stata espulsa dal partito. Nel giugno 2014 la Procura di Milano ha chiesto l'archiviazione nei confronti di Rosi Mauro ritenuta estranea alla vicenda mentre ha chiesto il rinvio a giudizio per Umberto Bossi, i suoi figli Renzo e Riccardo e l'ex tesoriere Francesco Belsito. La stessa inchiesta ha stabilito che le somme ricevute dal Sin.Pa. erano regolari e trasmesse alla luce del sole.

## La fine del rapporto con la Lega Nord
Il 16 giugno 2012, il Sin.Pa. si è riunito a Congresso e i delegati hanno sancito la fine del rapporto con la Lega Nord. In tale occasione, Rosi Mauro è stata riconfermata all'unanimità Segretario Generale mentre sono stati eletti Emiliano Tremolada quale Vice Segretario e Alessandro Gemme Segretario Organizzativo.